# Озерецковская, Любовь Данииловна
Любо́вь Дании́ловна Озерецко́вская (при рождении — Андре́ева; род. 21 ноября 1996, Алма-Ата) — казахстанская автогонщица, пилот казахстанской команды Astana Motorsports, участвовавшей в соревнованиях «Формула-Россия» c сезона 2015 «Формула-Мастер Россия». Участник чемпионата Юго-Восточной Азии Формулы-4 2019 года.

## Биография
Родилась в Республике Казахстан, городе Алма-Ате. В 2006 году в возрасте девяти лет впервые приняла участие в соревнованиях по картингу, с которых началась её карьера в автогонках. В 11-летнем возрасте стала чемпионкой Казахстана по картингу, в итоге четырежды завоевала этот титул.
В 2014 году дебютировала в серии «Формула-Россия» шоссейно-кольцевых автогонок машин с открытыми колёсами за рулём итальянского болида Tatuus FA010 с 4-цилиндровым турбированным мотором Fiat мощностью 180 лошадиных сил. По итогам дебютного сезона заняла седьмое итоговое место среди 14 участников первенства. В сезоне-2015 смогла показать уже 4-й итоговый результат, также из 14 пилотов.

## Статистика выступлений

### Сводная таблица
| Сезон | Серия                        | Команда            | Старты | Победы | Поулы | БК | Подиумы | Очки | Место |
| ----- | ---------------------------- | ------------------ | ------ | ------ | ----- | -- | ------- | ---- | ----- |
| 2014  | Формула-Россия               | Astana Motorsports | 13     | 0      | 0     | 0  | 0       | 58   | 7     |
| 2015  | Формула-Мастер Россия        | Astana Motorsports | 21     | 0      | 0     | 0  | 5       | 386  | 4     |
| 2019  | Формула-4 Юго-Восточной Азии | Meritus GP         | 8      | 0      | 1     | 0  | 0       | 31   | 17    |
| Сезон | Серия                        | Команда            | Старты | Победы | Поулы | БК | Подиумы | Очки | Место |

| Легенда к таблице |                                                                       |
| --- | --------------------------------------------------------------------- |
| В таблице перечислены результаты всех гонок, в которых принимала участие гонщица. Строками таблицы являются сезоны, столбцами — этапы серии. В каждой клетке указаны сокращённое название этапа и результат, дополнительно обозначенный цветом. Расшифровка обозначений и цветов представлена в нижеследующей таблице. |                                                                       |
| \| Пример \| Описание \| \| ------------ \| --------------------------------------------------------------------- \| \| 1 \| Победительница \| \| 2 \| Второе место \| \| 3 \| Третье место \| \| 5 \| Финишировала, заработав очки \| \| Сход \| Не финишировала, но при этом заработала очки \| \| 12 \| Финишировала, не получив очков \| \| НКЛ \| Финишировала, но не попала в финальную классификацию \| \| 15 \| Участвовала вне зачёта, либо по отдельной классификации \| \| 18 \| Не финишировала, но попал в финальную классификацию \| \| Сход \| Не финишировала \| \| НКВ \| Не прошла квалификацию \| \| НПКВ \| Не прошла предквалификацию \| \| ДСК \| Дисквалифицирована \| \| ИСК \| Исключена из протокола соревнований \| \| ТТ \| Участвовала только в тренировках \| \| НС \| Участвовала в квалификации, но не стартовала в гонке \| \| Т \| Травмирована или больна \| \| ОТК \| Отказ от участия \| \| НТР \| Прибыла на соревнования, но на трассу не выезжала \| \| НПР \| Была заявлена в числе участников, но не прибыла к началу соревнований \| \| О \| Соревнования отменены \| \| \| Не участвовала \| \| Поул-позиция \| \| \| Быстрый круг \| \| |                                                                       |
| Пример | Описание                                                              |
| 1 | Победительница                                                        |
| 2 | Второе место                                                          |
| 3 | Третье место                                                          |
| 5 | Финишировала, заработав очки                                          |
| Сход | Не финишировала, но при этом заработала очки                          |
| 12 | Финишировала, не получив очков                                        |
| НКЛ | Финишировала, но не попала в финальную классификацию                  |
| 15 | Участвовала вне зачёта, либо по отдельной классификации               |
| 18 | Не финишировала, но попал в финальную классификацию                   |
| Сход | Не финишировала                                                       |
| НКВ | Не прошла квалификацию                                                |
| НПКВ | Не прошла предквалификацию                                            |
| ДСК | Дисквалифицирована                                                    |
| ИСК | Исключена из протокола соревнований                                   |
| ТТ | Участвовала только в тренировках                                      |
| НС | Участвовала в квалификации, но не стартовала в гонке                  |
| Т | Травмирована или больна                                               |
| ОТК | Отказ от участия                                                      |
| НТР | Прибыла на соревнования, но на трассу не выезжала                     |
| НПР | Была заявлена в числе участников, но не прибыла к началу соревнований |
| О | Соревнования отменены                                                 |
| | Не участвовала                                                        |
| Поул-позиция |                                                                       |
| Быстрый круг |                                                                       |

### Результаты выступлений в Формуле-3

#### Формула Россия/Формула Мастер
Гонки Формула Россия / Формула Мастер имели классификацию Формула-3.
| Г1 5       | Г2 5               | НУ           | НКВ              | Г1 ДСК  | Г2 НКВ | Г1 5  | Г2 7 | Г1 9 | Г2 8 | Г1 НУ | Г2 НУ | Г1 7 | Г2 Сход | Г1 Сход | Г2 5  |       |         |       |       |       |       |       |       |       |       |       |       |   |     |
|            |                    |              |                  | 1       | 1      | 1     | 2    | 2    | 2    | 3     | 3     | 3    | 4       | 4       | 4     | 5     | 5       | 5     | 6     | 6     | 6     | 7     | 7     | 7     | 8     | 8     | 8     |   |     |
| 2015       | Astana Motorsports | Tatuus FA010 | FPT 414TF 1.4 LT | КАЗ 1   | КАЗ 1  | КАЗ 1 | СОЧ  | СОЧ  | СОЧ  | МОС   | МОС   | МОС  | НИЖ 1   | НИЖ 1   | НИЖ 1 | КАЗ 2 | КАЗ 2   | КАЗ 2 | НИЖ 2 | НИЖ 2 | НИЖ 2 | ГРО 1 | ГРО 1 | ГРО 1 | ГРО 2 | ГРО 2 | ГРО 2 | 4 | 386 |
| 2015       | Astana Motorsports | Tatuus FA010 | FPT 414TF 1.4 LT | Г1 Сход | Г2 3   | Г3 4  | Г1 3 | Г2 4 | Г3 4 | Г1 5  | Г2 4  | Г3 5 | Г1 Сход | Г2 5    | Г3 4  | Г1 3  | Г2 Сход | Г3 4  | Г1 4  | Г2 3  | Г3 3  | Г1 НУ | Г2 НУ | Г3 НУ | Г1 4  | Г2 6  | Г3 5  | 4 | 386 |
| Источники: |                    |              |                  |         |        |       |      |      |      |       |       |      |         |         |       |       |         |       |       |       |       |       |       |       |       |       |       |   |     |

### Результаты выступлений в Формуле-4

#### Формула-4 Юго-Восточной Азии
| Год        | Команда    | Шасси         | Двигатель       | 1     | 1     | 1     | 1     | 2     | 2     | 2     | 2     | 3     | 3     | 3     | 3     | 4     | 4     | 4     | 4     | 5     | 5     | 5     | 5     | 6     | 6     | 6     | 6     | 7     | 7     | 7     | 7     | 8     | 8     | 8     | 8     | 9     | 9     | 9     | 9     | 10    | 10    | 10    | 10    | Место | Очки |
| 2019       | Meritus GP | Mygale M14-F4 | Renault 1.6 L4T | СЕП 1 | СЕП 1 | СЕП 1 | СЕП 1 | СЕП 2 | СЕП 2 | СЕП 2 | СЕП 2 | БУР 1 | БУР 1 | БУР 1 | БУР 1 | БУР 2 | БУР 2 | БУР 2 | БУР 2 | МАД 1 | МАД 1 | МАД 1 | МАД 1 | МАД 2 | МАД 2 | МАД 2 | МАД 2 | СЕП 3 | СЕП 3 | СЕП 3 | СЕП 3 | СЕП 4 | СЕП 4 | СЕП 4 | СЕП 4 | СЕП 5 | СЕП 5 | СЕП 5 | СЕП 5 | СЕП 6 | СЕП 6 | СЕП 6 | СЕП 6 | 17    | 31   |
| ---------- | ---------- | ------------- | --------------- | ----- | ----- | ----- | ----- | ----- | ----- | ----- | ----- | ----- | ----- | ----- | ----- | ----- | ----- | ----- | ----- | ----- | ----- | ----- | ----- | ----- | ----- | ----- | ----- | ----- | ----- | ----- | ----- | ----- | ----- | ----- | ----- | ----- | ----- | ----- | ----- | ----- | ----- | ----- | ----- | ----- | ---- |
| 2019       | Meritus GP | Mygale M14-F4 | Renault 1.6 L4T | Г1 10 | Г2 11 | Г3 9  | Г4 10 | Г1 7  | Г2 11 | Г3 9  | Г4 11 | Г1 НУ | Г2 НУ | Г3 НУ | Г4 НУ | Г1 НУ | Г2 НУ | Г3 НУ | Г4 НУ | Г1 НУ | Г2 НУ | Г3 НУ | Г4 НУ | Г1 НУ | Г2 НУ | Г3 НУ | Г4 НУ | Г1 НУ | Г2 НУ | Г3 НУ | Г4 НУ | Г1 НУ | Г2 НУ | Г3 НУ | Г4 НУ | Г1 НУ | Г2 НУ | Г3 НУ | Г4 НУ | Г1 НУ | Г2 НУ | Г3 НУ | Г4 НУ | 17    | 31   |
| Источники: |            |               |                 |       |       |       |       |       |       |       |       |       |       |       |       |       |       |       |       |       |       |       |       |       |       |       |       |       |       |       |       |       |       |       |       |       |       |       |       |       |       |       |       |       |      |

### Комментарии
1. ↑  Некоторые достижения сдвинуты, так как более половины пилотов выступали вне зачёта, их достижения не шли в зачёт.